# Anita Porchet
Anita Porchet, née à La Chaux-de-Fonds en 1961, est une artiste suisse, émailleuse, elle vit et travaille à Corcelles-le-Jorat. Elle s’initie à l’émaillage dans le cadre familial avant d’entamer une formation dans les beaux-arts. En 1983, elle réalise ses premiers travaux pour l’horlogerie.

## Parcours professionnel
Formée à l'émail par Pierre Schneeberger, elle fait ses études à la Haute École Arc, anciennement l'École supérieure d'arts appliqués de la Chaux-de-Fonds où elle obtient en 1984 un CFC option gravure et émail, puis à l'École cantonale d'art de Lausanne où elle obtient en 1985 son certificat d'aptitude artistique. Elle suit ensuite une formation pratique auprès des émailleuses genevoises May Mercier, Suzanne Rohr et Elisabeth Mottu-Juillerat. 
Elle enseigne de 1985 à 1992 le dessin et l'émail à la Haute École Arc. En 1993, elle crée son propre atelier d'émail à Lausanne. Depuis 1995, elle collabore avec des entreprises reconnues dans les métiers d’art telles que Patek Philippe pour la création de la montre de poche « Aube sur le lac », faite à l’occasion du 175e anniversaire de l'entreprise ; Vacheron Constantin pour qui elle a effectué la reproduction du plafond de l’Opéra Garnier à Paris ; Piaget mais également dans d'autres domaines que l'horlogerie comme Hermès International ou Chanel.

## Distinctions
- 2016 : "Artisan d'art 2016", Les journées européennes des métiers d’art (JEMA), Vaud[4]
- 2016 : "Hommage au Talent", Fondation de la Haute Horlogerie, Cité du Temps à Genève[5]
- 2015 : "Prix Gaïa" dans la catégorie Artisanat-création, Musée international d'horlogerie de la Chaux-de-Fonds[3]
- 1984 : "Prix Patek Philippe", Manufacture Patek Philippe, Genève

## Expositions
- 2002 : Le bijou suisse au XXe siècle, Musée d'art et d'histoire de Genève, du 23 mai au 22 septembre 2002
- 1995-2000 : Diverses expositions collectives, à la Galerie Pomone à Lutry, à la Galerie Rouge à Morges, à la Fondation l’Estrée à Ropraz et à Strasbourg
- 1995 : Exposition personnelle Anita Porchet, créations contemporaines, Musée de l'horlogerie et de l'émaillerie, Musée d'art et d'histoire de Genève[6]
- 1994 : Exposition pour un travail réalisé en collaboration avec le peintre Florian Froehlich, pour des bijoux émaillés contemporains, Paris

## Collections publiques et privées
- Musée de l'horlogerie et de l'émaillerie, Musée d'art et d'histoire de Genève

## Autre source
- Meet the world’s greatest watch painter, Financial Times (23 septembre 2021)